# 郭彩廷
郭彩廷，中华人民共和国政治人物、全国脱贫攻坚先进个人。

## 生平
郭彩廷任生前为腾冲市猴桥镇经济发展办公室业务负责人。因在脱贫攻坚战中作出突出贡献，2021年2月25日全国脱贫攻坚总结表彰大会上，郭彩廷被授予“全国脱贫攻坚先进个人”。